# Opisthoxia descimoni
Opisthoxia descimoni är en fjärilsart som beskrevs av Claude Herbulot 1988. Opisthoxia descimoni ingår i släktet Opisthoxia och familjen mätare. Inga underarter finns listade i Catalogue of Life.